# Políedre uniforme
En geometria, un políedre uniforme és un políedre que admet moltes simetries, les seves cares són polígons regulars i els seus vèrtex són homogenis. Però les cares no cal que siguin per força polígons convexos: per tant, molts polígons uniformes són estelats.
Vegeu també: Llista de políedres uniformes

## Definició
Un políedre uniforme és un políedre tal que:
1. Les seves cares són polígons regulars, no necessàriament convexes.
2. Els vèrtexs són homogenis: és a dir, per a cada parell de vèrtexs hi ha una simetria del sòlid que transforma el primer en el segon.

En general un políedre uniforme té moltes simetries.
Les cares poden ser polígons regulars no convexos, és a dir polígons estelats. Un políedre que contingui cares d'aquest tipus s'anomena políedre estelat: Pot no ser un Políedre convex.

## Catalogació
Els políedres uniformes es poden catalogar de la següent manera:
- Prismes, antiprismes i altres famílies infinites de prismatoides estelats.
- 5 Sòlids platònics - políedres convexos regulars.
- 4 Sòlids de Kepler-Poinsot - poliedres no convexos regulars.
- 13 Sòlids arquimedians - políedres convexos amb cares uniformes i vèrtex homogenis que no siguin ni prismes ni antiprismes.
- 14 Poliedres no convexos amb cares convexes.
- 39 Políedres no convexos amb cares no convexes.
- 1 políedre particular que té parelles d'arestes que coincideixen (Gran dirombidodecàedre xato).